# 羅薩諾瓦冰川
羅薩諾瓦冰川（英語：Rosanova Glacier），是南極洲的冰川，位於埃爾斯沃思地，全長15公里，流經皇帝半島，最終注入阿博特冰架，現時由南極條約體系管理。